# PSG9
PSG9‏ (Pregnancy specific beta-1-glycoprotein 9) هوَ بروتين يُشَفر بواسطة جين PSG9 في الإنسان.